# Un clair de lune à Maubeuge
Un clair de lune à Maubeuge è un film del 1962 diretto da Jean Chérasse.